# 918 Itha
Itha (asteroide 918) é um asteroide da cintura principal com um diâmetro de 20,44 quilómetros, a 2,3345498 UA. Possui uma excentricidade de 0,1857539 e um período orbital de 1 773,21 dias (4,86 anos).
Itha tem uma velocidade orbital média de 17,59012835 km/s e uma inclinação de 12,05263º.
Esse asteroide foi descoberto em 22 de Agosto de 1919 por Karl Reinmuth.